# Deraeocoris punctum
Espèce
Deraeocoris punctum est une espèce de punaises (Hémiptères) du sous-ordre des Hétéroptères et de la famille des Miridae.

## Description
Cette punaise de 5,5-6,2 mm est de couleur orangée ou rougeâtre à pattes noires annelées de clair aux tibias. On la reconnaît au nombre et à la disposition de ses taches noires : une à la base de la jointure des deux hémélytres et deux sur chaque hémélytre. De plus le scutellum possède une tache noire d'étendue variable.

## Répartition
En France elle est présente dans tous les départements méditerranéens ainsi que dans le Vaucluse, l'Ariège, la Haute-Garonne et la Corse.

## Comportement
Cette punaise se rencontre de mai-octobre sur diverses plantes dont les chardons et souvent sur les végétaux envahis par des pucerons dont elle pourrait se nourrir. La femelle pond ses œufs dans les plantes et l'espèce hiberne au stade d'œuf.